# Billy Duffy
Billy Duffy all'anagrafe William Henry Duffy (Hulme, 12 maggio 1961) è un chitarrista britannico, chitarrista del gruppo rock inglese The Cult, band molto influente tra gli anni 1980 e gli anni 1990 che ebbe un buon successo commerciale nonché positivi riscontri da parte della critica.

## Biografia
Cresciuto a Manchester, dove ha iniziato a suonare la chitarra a 14 anni, Duffy agli inizi della carriera si destreggiò in diverse band punk rock sul finire degli anni '70, soprattutto per aver spronato all'attività il chitarrista dei The Smiths, Johnny Marr, ed aver portato all'esordio il frontman, cantante ed autore, Morrissey, nella sua punk band, The Nosebleeds.
Quando l'iniziale movimento punk rock (guidato dai Sex Pistols) si spense, Duffy migrò verso il gruppo dei Theatre of Hate. Successivamente conobbe Ian Astbury, il frontman della band di positive punk chiamata Southern Death Cult, che fu impressionato dalle capacità di Duffy tanto da lasciare i Southern e fondare con il chitarrista di Manchester un nuovo gruppo chiamato Death Cult per sfruttare la positiva scia della precedente formazione. Dopo un paio di singoli ed un viaggio a New York, Duffy convinse Astbury ad accorciare il nome della band in un semplice The Cult.
I Cult si ricordano soprattutto per il brano "Rain", nel quale la chitarra di Duffy svolgeva un ruolo determinante.
Nei periodi di silenzio della band, Duffy ha lavorato con artisti come Mike Peters dei The Alarm nel progetto chiamato "Coloursound". All'inizio del 2006 ha pubblicato l'album di debutto della sua nuova band, i Circus Diablo. Nel 2016 con i Cult ha pubblicato il disco "Hidden City", anticipato dai singoli "Dark Energy" e "Deeply Ordered Chaos", quest'ultimo ispirato dall'attacco terroristico alla sede parigina di "Charlie Hebdo".
Accanito suonatore di chitarre Gretsch e Gibson si ricordano i modelli Gretsch White Falcon lanciata con i Cult durante le registrazioni di "Love" e le innumerevoli Les Paul Custom usate da Sonic Temple in poi.
Oggi Duffy predilige un mix fra Gretsch e Gibson. Come amplificatori fa un massiccio utilizzo del Roland Jazz Chorus 120 e del Vox AC30.
Nel 2015 la Gretsch ha messo in commercio una versione "Billy Duffy Signature" della White Falcon G7593.